# Nezara viridula
Espèce
Nezara viridula, plus communément appelée punaise verte puante ou punaise verte ponctuée, est une espèce d'insectes hétéroptères, une punaise malodorante (Pentatomomorpha), de la famille des Pentatomidae, de la sous-famille des Pentatominae, de la tribu des Pentatomini et du genre Nezara.
Elle est phytophage et serait originaire d'Éthiopie, mais est présente aujourd'hui dans le monde entier.
Du fait de ses préférences pour certaines espèces de légumes, comme les haricots et les haricots de soja, elle est un organisme ravageur économiquement important de ces cultures.
Au Cameroun, avec deux autres espèces de punaises puantes (Anoplecnemis curvipes, Aspongopus viduatus), Nezara viridula est, parait-il, sucée pour son goût pimenté ou amer et est reconnue  comme stimulant,. Certains y lisent des propriétés aphrodisiaques. A noter aussi, à ce propos, que Nezara viridula peut être parasitée par d’autres organismes ou micro-organismes.

## Description

### Adultes
Les adultes, en forme de bouclier, sont de couleur vert brillant avec trois à cinq points blancs en haut du scutellum. Ils mesurent de 1,2 à 1,6 cm de long.
Ils diffèrent d'une espèce semblable, Chinavia hilaris, par la forme de l'ouverture de leurs glandes odoriférantes qui est courte et large chez N. viridula, et étroite et longue chez C. hilaris.
Il existe de nombreuses variations colorées y compris chez un même individu. L'hiver Nezara viridula passe du vert au brun. Ce changement est réversible.

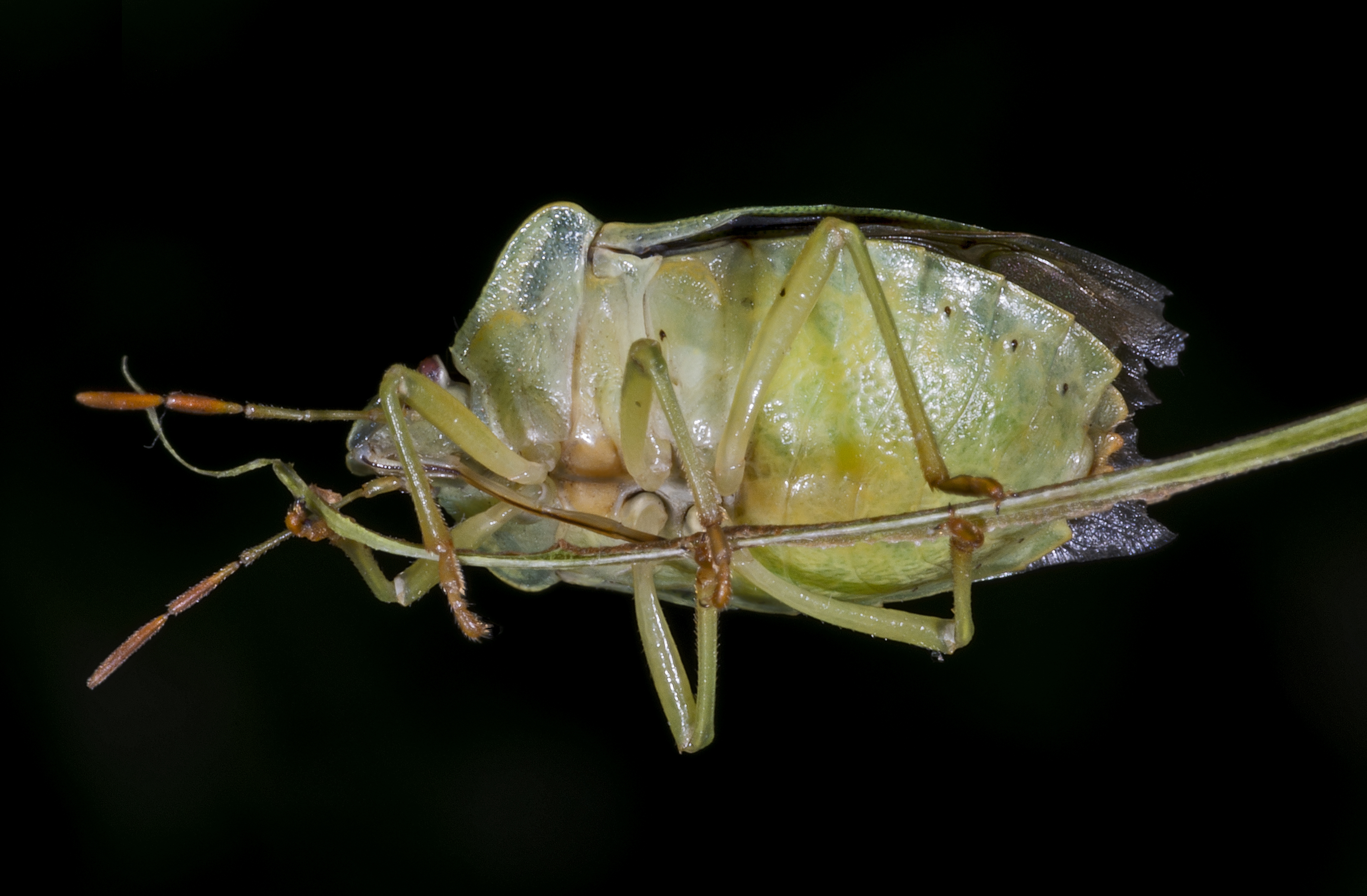
Face ventrale montrant les stigmates (ouvertures trachéales)
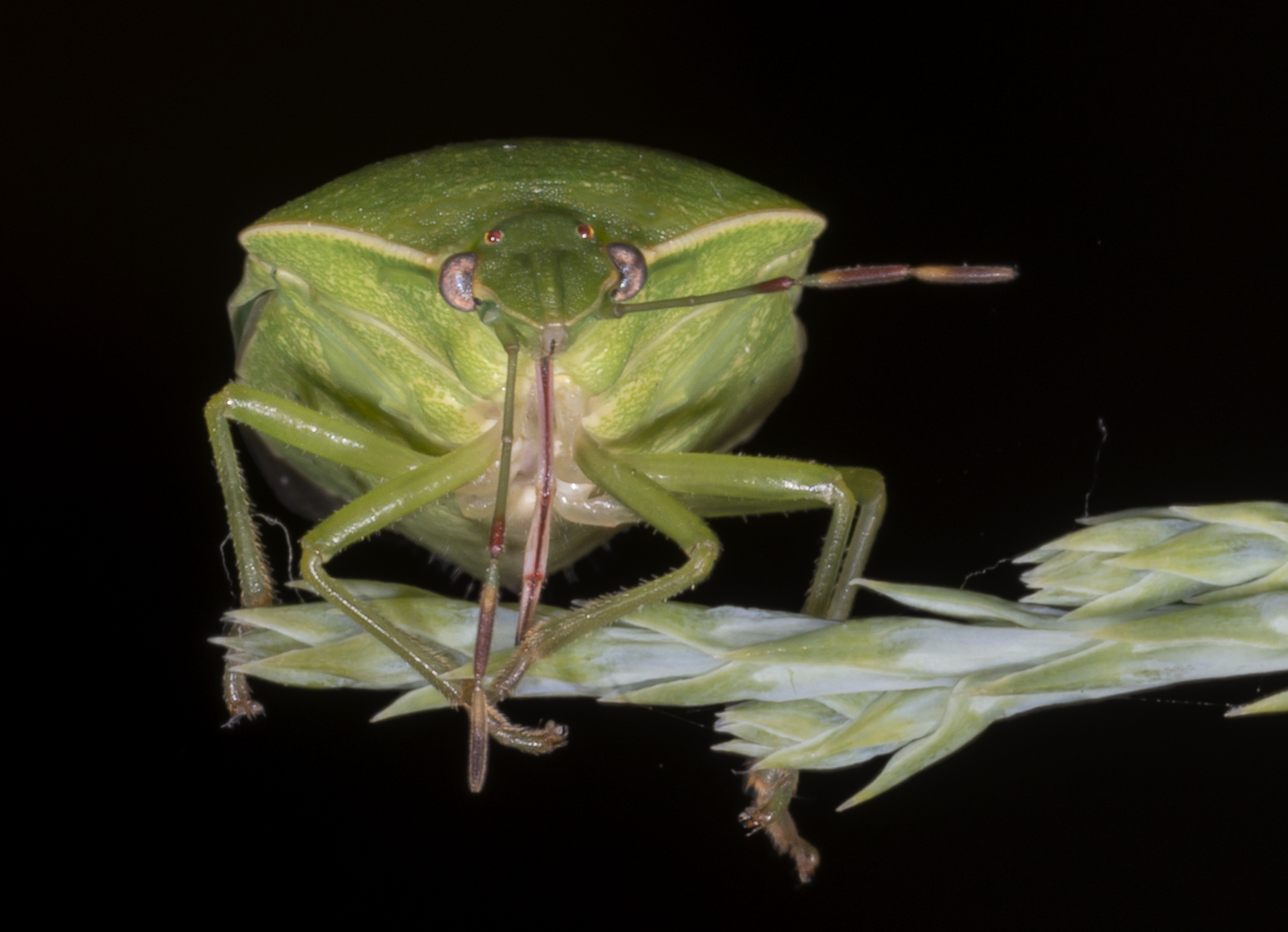
Vue de face montrant le rostre
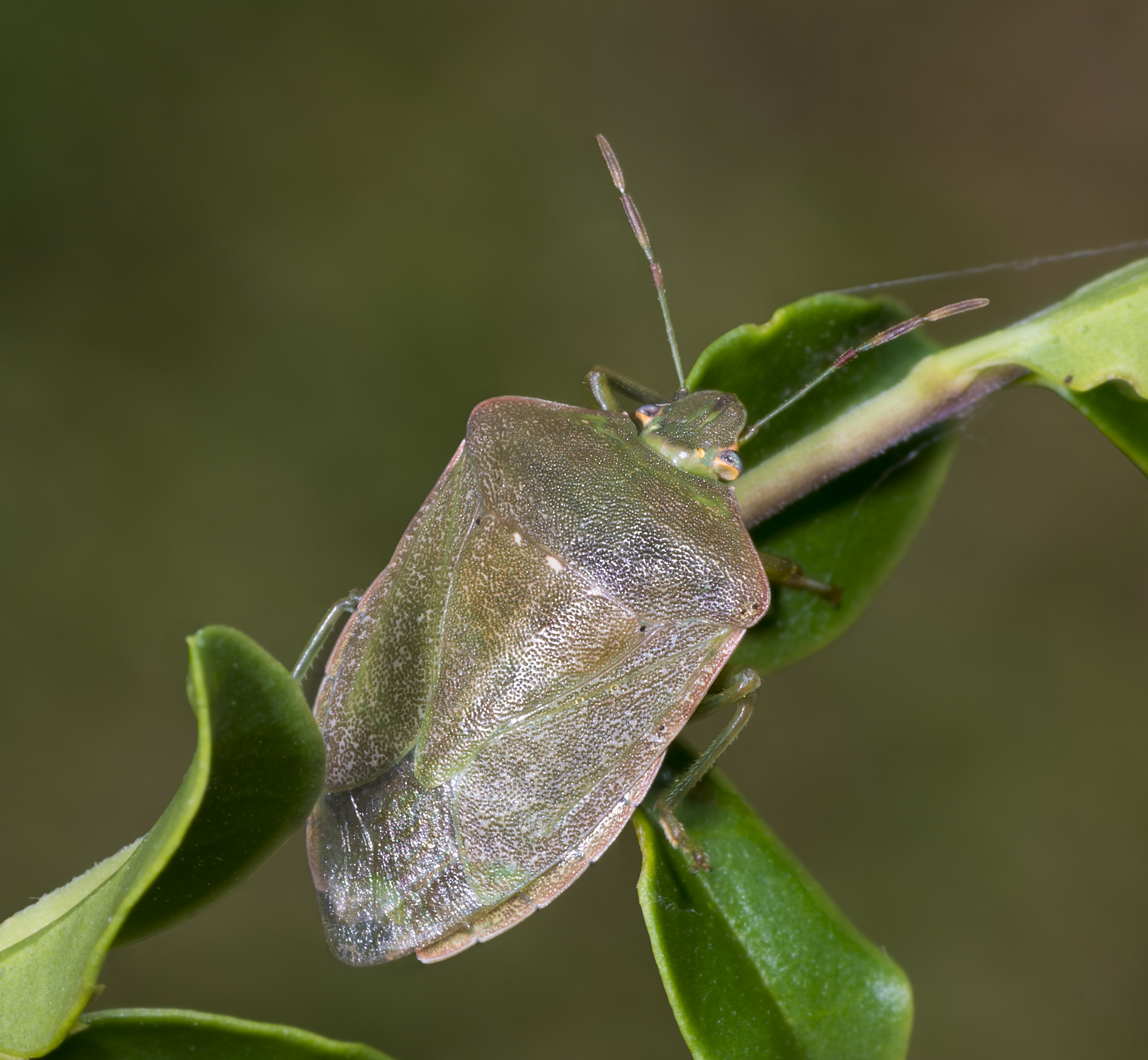
Forme brune hivernale

Confusion possible
En Europe, Nezara viridula peut être confondue avec la Punaise verte (Palomena prasina) mais Nezara viridula a souvent trois petits points blancs bien visibles sur le bord antérieur de l’écusson (scutellum). Palomena prasina a les ailes membraneuses sombres, contrairement à celles de Nezara viridula qui sont transparentes.

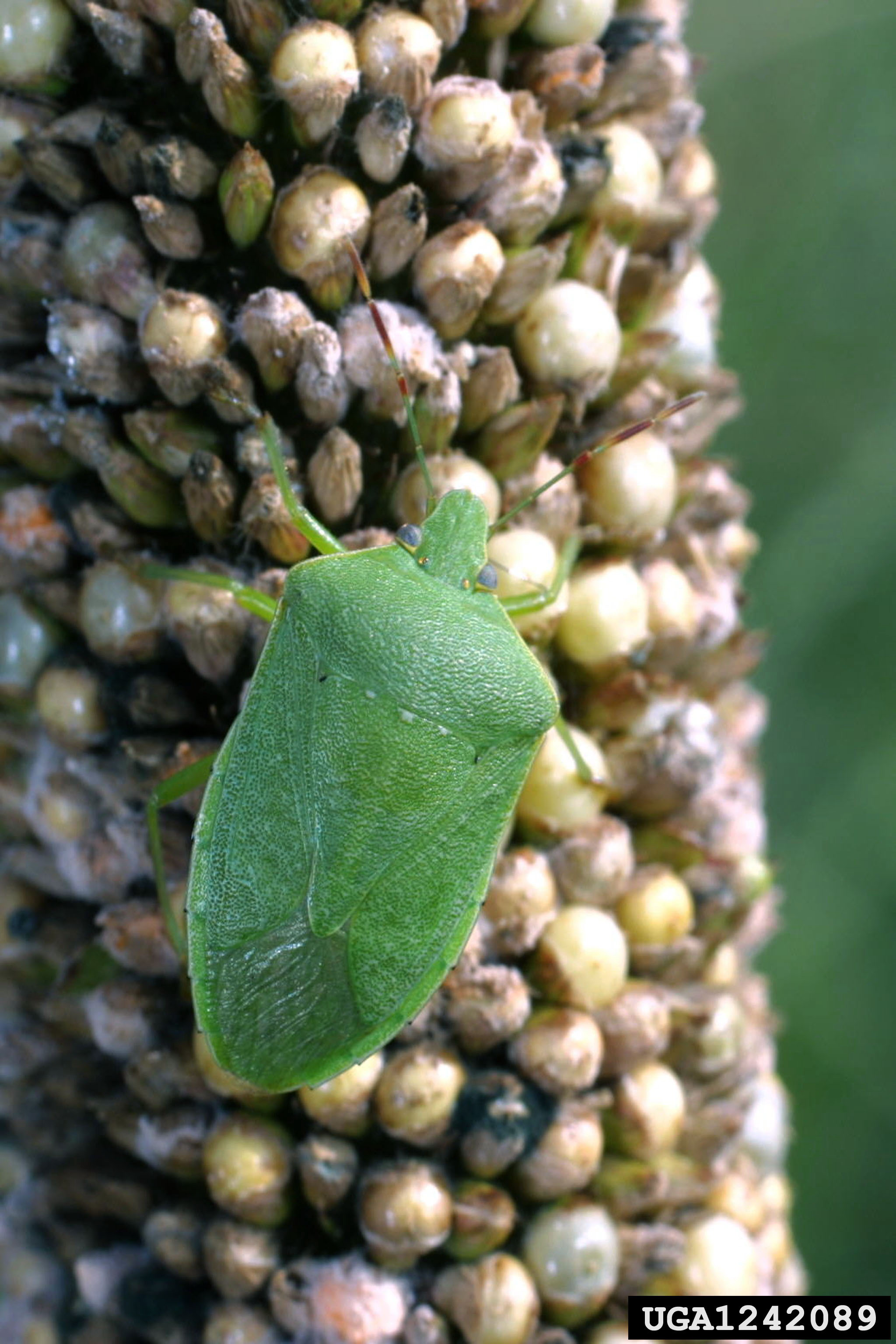
Nezara viridula (ailes membraneuses transparentes)
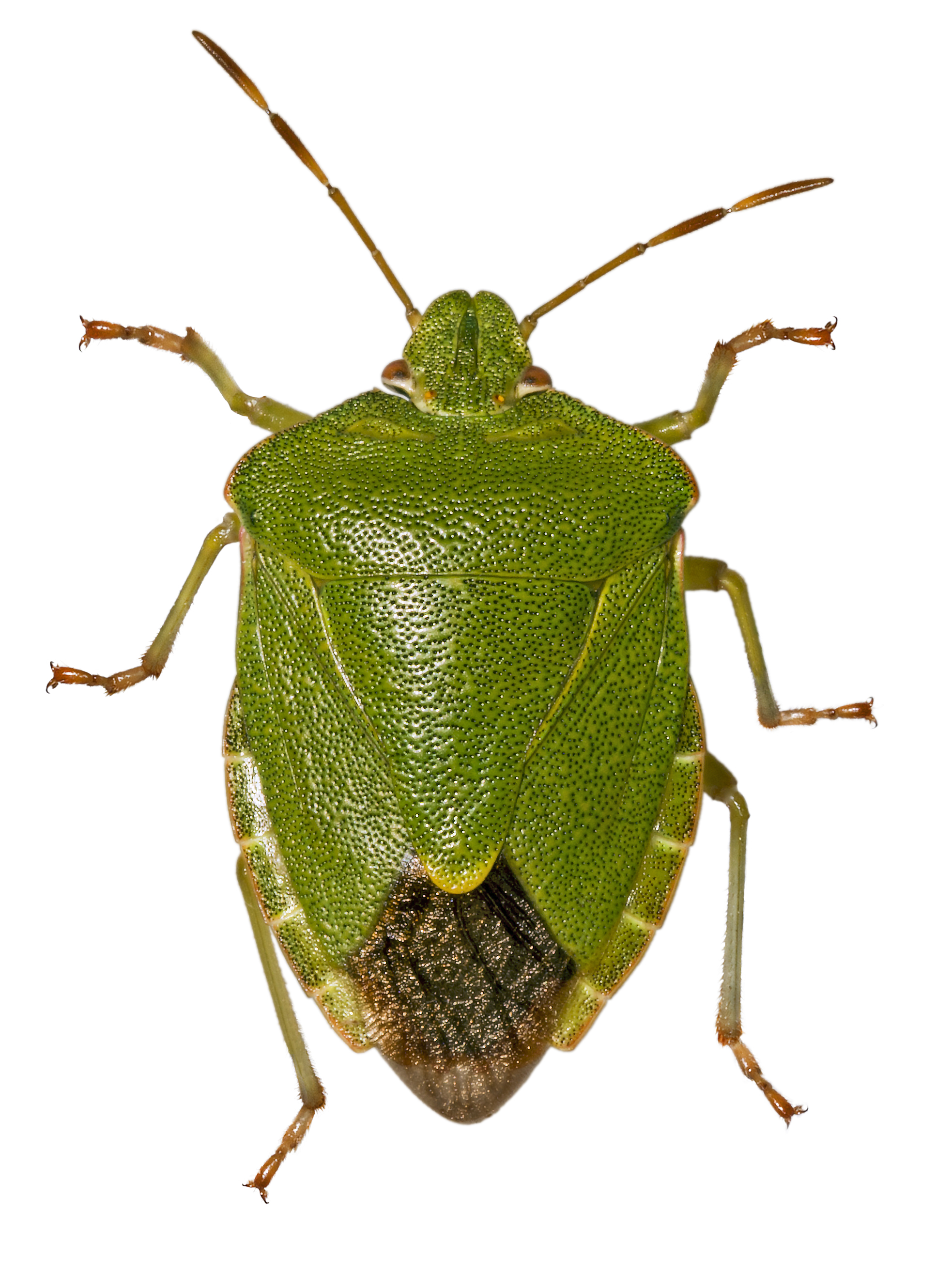
Palomena prasina (ailes membraneuses sombres)

On peut également la confondre avec d'autres punaises à bouclier vertes, tel que les espèces du genre Acrosternum ou encore Chinavia hilaris en Amérique du Nord. La présence de deux points noirs aux angles du scutellum permet de distinguer Nezara viridula.

### Différents stades larvaires

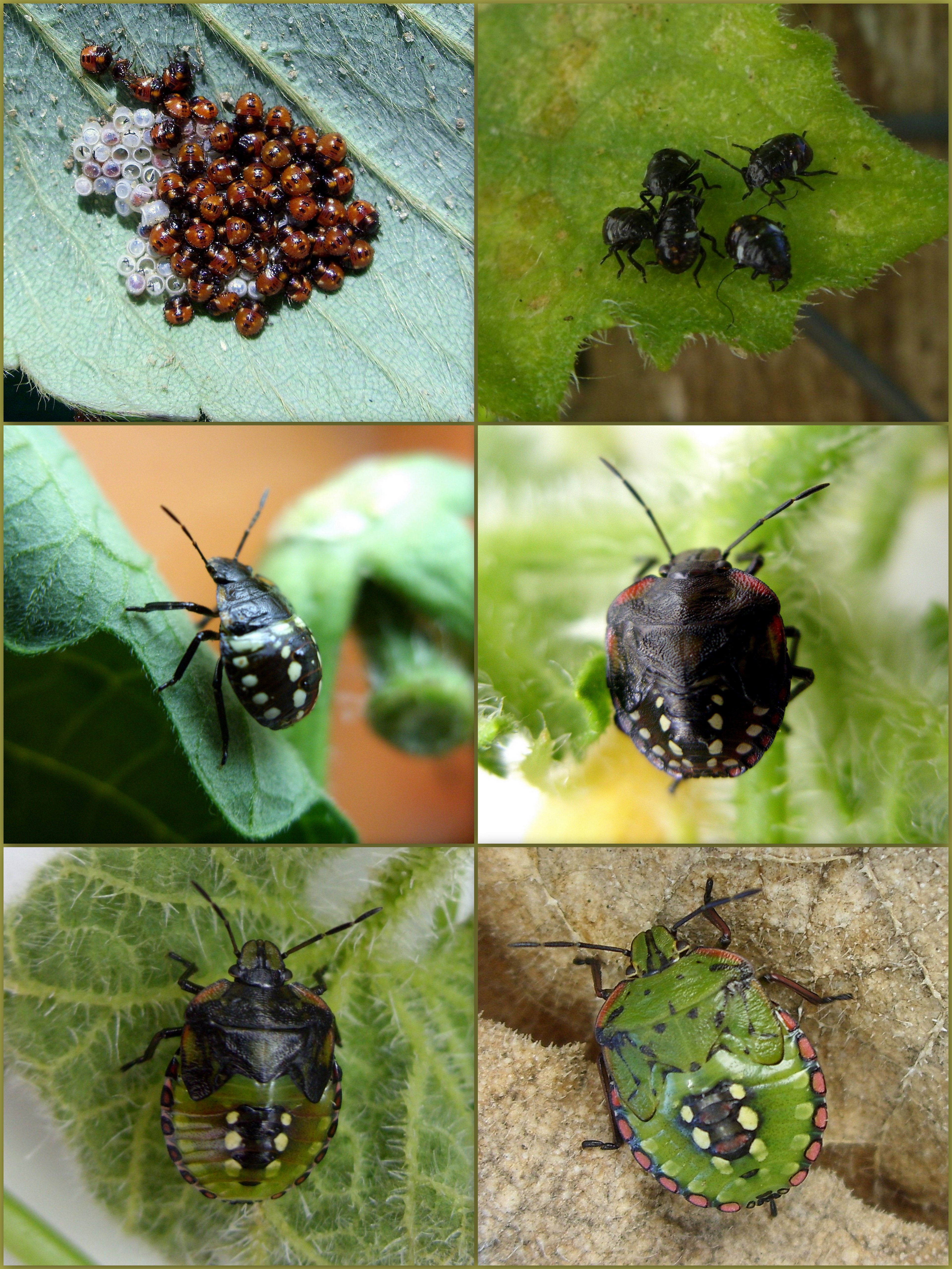
Différents stades larvaires.
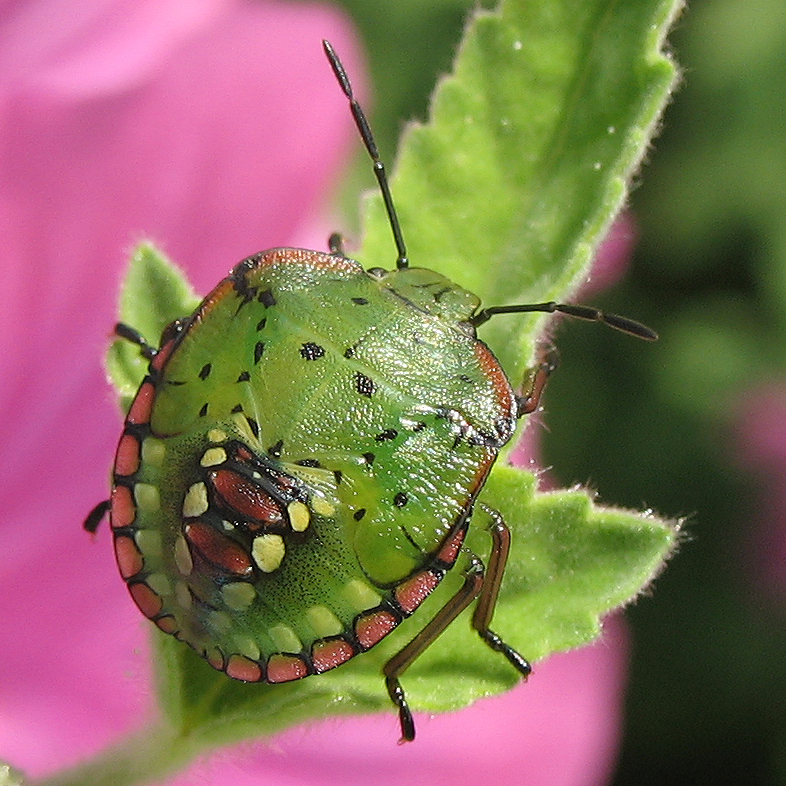
Larve au dernier stade

Le motif et la coloration de leur exosquelette varient en fonction de l'âge de la punaise.
Après éclosion, les larves de premier stade (rouge ou jaune) restent groupées puis vont se disperser dès le deuxième stade larvaire (rouge sombre). Elles commencent à s’alimenter.
À partir du troisième stade larvaire, les punaises prennent une teinte dominante sombre et leur thorax et abdomen se couvrent de taches blanches, jaunes et rouges.
Aux quatrième et cinquième stades larvaires, l’insecte prend une coloration dominante vert jaunâtre avec des taches rouges et jaunes.

## Biologie

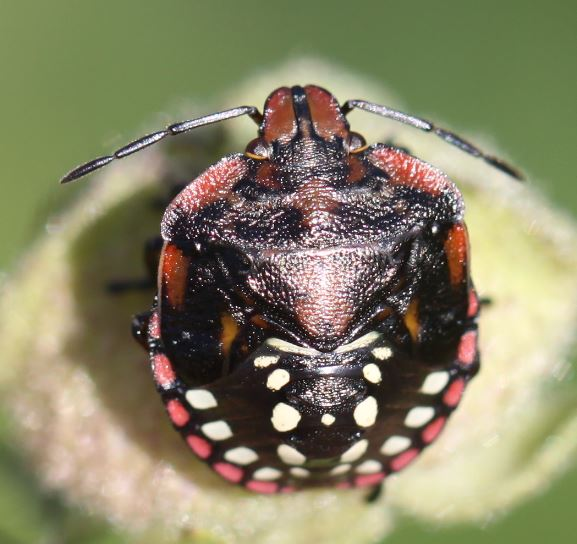
Larve de

Nezara viridula se reproduit tout au long de l'année sous les tropiques, et à l'exception de l'hiver dans la zone tempérée. La femelle dépose de 30 à 130 œufs à la fois, sous forme d'une masse d'œufs solidement collée sous le dessous d'une feuille. Les œufs sont en forme de tonnelet, avec une ouverture au-dessus Les œufs mettent entre 5 et 21 jours pour se développer, selon la température. Les larves nouvellement nées se rassemblent près des œufs vides et ne se nourrissent que trois jours plus tard, après la première mue. Elles muent cinq fois avant d'atteindre leur maturité, augmentant de taille à chaque fois. Chaque stade larvaire dure une semaine, excepté le dernier qui dure une journée de plus. Jusqu'à quatre générations peuvent se développer en une année, avec des œufs donnant des adultes en un peu moins de 35 jours au milieu de l'été. Jusqu'à leur troisième mue, les larves restent grégaires sur la même plante hôte, la raison de cette grégarité est la mise en commun de défenses chimiques contre les prédateurs tels que les fourmis.

## Écologie
C'est un insecte hautement polyphage et herbivore, capable de se nourrir sur au moins 30 familles de plantes, aussi bien monocotylédones que dicotylédones. Elle a une préférence pour les légumes, surtout pour se nourrir sur des plantes en cours de fructification ou formant des cosses.
Le facteur limitant la population dans la zone tempérée est le froid hivernal. La mortalité des individus hivernants est comprise entre 30 et 80 % ; la population ne peut pas survivre dans les zones où la température de la mi-hiver est en dessous de 5 °C. Les femelles sont plus résistantes que les mâles, comme le sont les plus grands spécimens et ceux qui développent une coloration brun-rougeâtre. Dans les dernières décennies, l'espèce semble avoir augmenté son aire de répartition vers le nord, certainement à cause du réchauffement climatique planétaire,. La capacité de cet animal à survivre à l'hiver dépend aussi de l'opportunité de la diapause.

## Lutte biologique par parasitisme

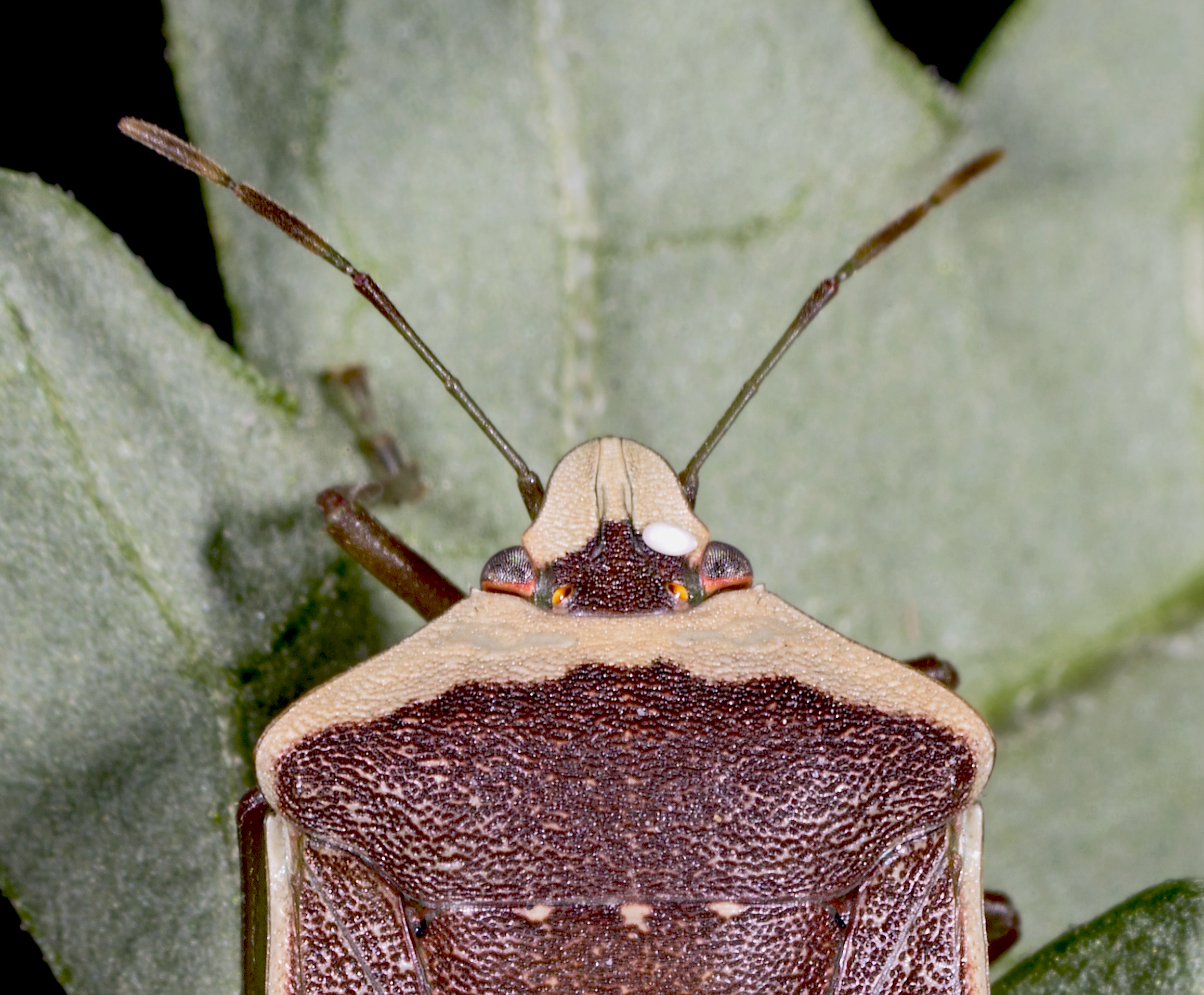
Œuf de Trichopoda pictipennis sur la tête de Nezara viridula.

- En régions tropicales, dont elle est issue, divers hyménoptères parasitent Nezara viridula :

Ooencyrtus trinidadensis Crawford (Encyrtidae)
Gryon sp, Trissolcus basalis, Telenomus podisi Ashmead (Scelionidae) qui sont des parasitoïdes oophages.
- En Europe, le prédateur le plus net est Trichopoda pictipennis, un diptère de la famille des Tachinidae.

## Origine et répartition
Nezara viridula a une aire de répartition cosmopolite très élargie, vivant dans des régions tropicales et subtropicales en Amérique, Afrique, Asie, Australasie et Europe, entre 45 degrés nord et 45 degrés sud. Ce pourrait être l'espèce de Pentatomidae avec la plus vaste aire de répartition. Ses origines exactes sont inconnues, mais il est communément admis qu'elle est originaire d'Éthiopie, région de l'Afrique de l'Est. Elle se serait ensuite répandue autour du monde grâce à sa puissante capacité de vol, aux routes commerciales humaines ainsi qu'à la grande variété de plante sur laquelle elle peut se nourrir.

## Systématique
L'espèce a été décrite par le naturaliste suédois Carl von Linné en 1758, sous le nom initial de Cimex viridulus.

### Publication originale
- Publication originale : (la) Carl von Linné, Systema Naturae per regna tria naturae, secundum classes, ordines, genera, species, cum characteribus, differentiis, synonymis, locis. Editio Decima, Reformata. Tomus I., Holmiæ (Stockholm): impensis direct. Laurentii Salvii., 1758, 824 p. (lire en ligne), p. 444

### Synonymie
Liste chronologique selon Biolib
- Cimex viridulus Linné, 1758 Protonyme
- Cimex smaragdulus Fabricius, 1775
- Cimex torquatus Fabricius, 1775
- Cimex transversus Thunberg, 1783
- Cimex variabilis Villers, 1789
- Cimex spirans Fabricius, 1798
- Cimex viridissimus Wolff, 1801
- Nezara approximata Reiche & Fairmaire, 1848
- Nezara aurantiaca Costa, 1884
- Nezara hepatica Costa, 1884

### Polymorphisme
C'est une espèce polymorphique avec neuf morphes de couleurs décrits sur la base de quatre types différents. Les variétés smaragdula et torquata sont largement dominantes représentant près de 95% des spécimens observés.
- Nezara viridula var. smaragdula (Fabricius, 1775): G-type, uniformément vert
- Nezara viridula var. torquata (Fabricius, 1775): O-type, principalement vert avec une bande ivoire sur la partie antérieure du pronotum et la tête
- Nezara viridula var. aurantiaca Costa, 1884: Y-type, uniformément orange
- Nezara viridula var. viridula (Linnaeus, 1758): R-type, principalement jaune avec des points verts. Bien que très rare (0.7% de spécimens observés[12]), c'est la forme nominale décrite par Linné en 1758.

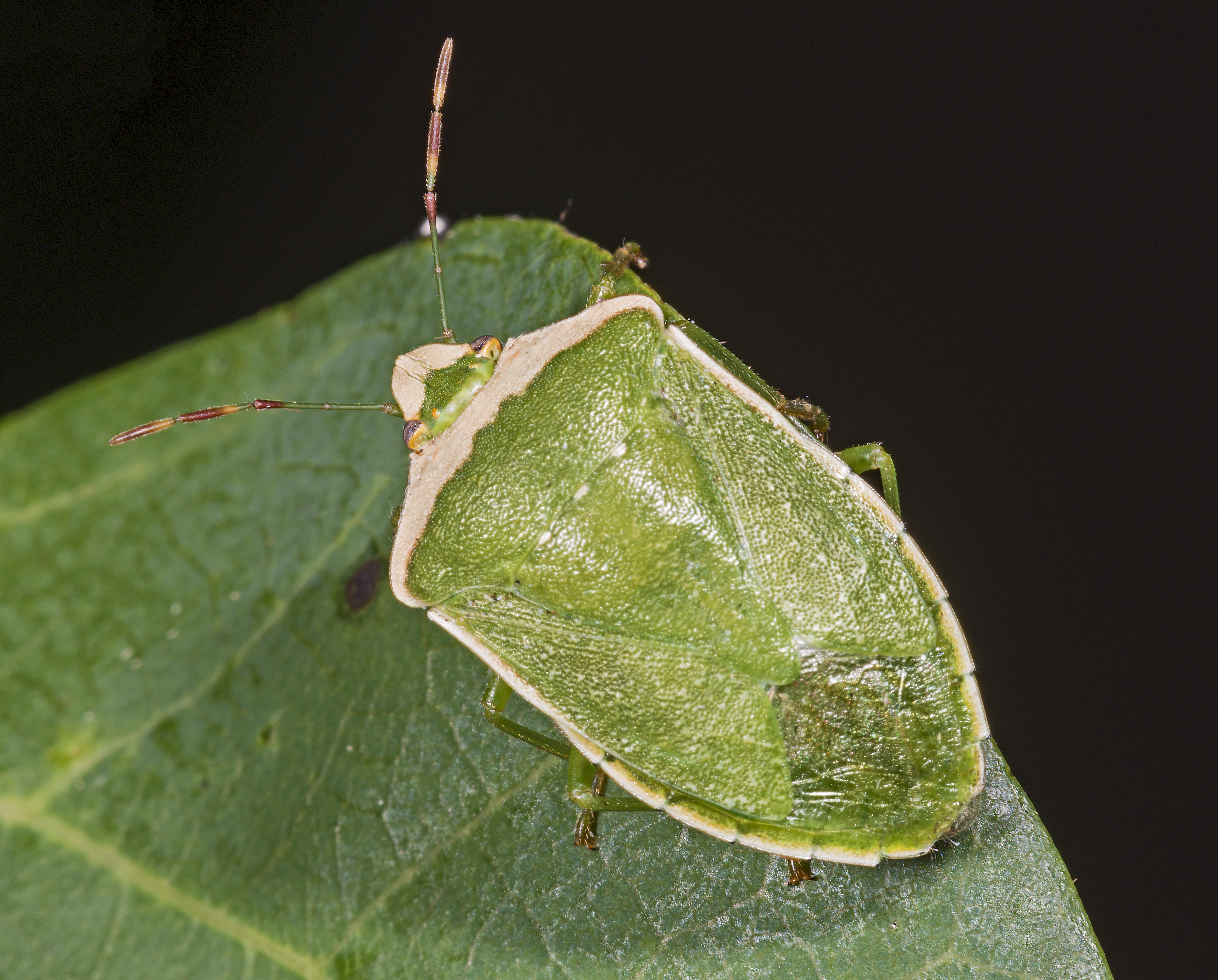
Nezara viridula var. torquata.
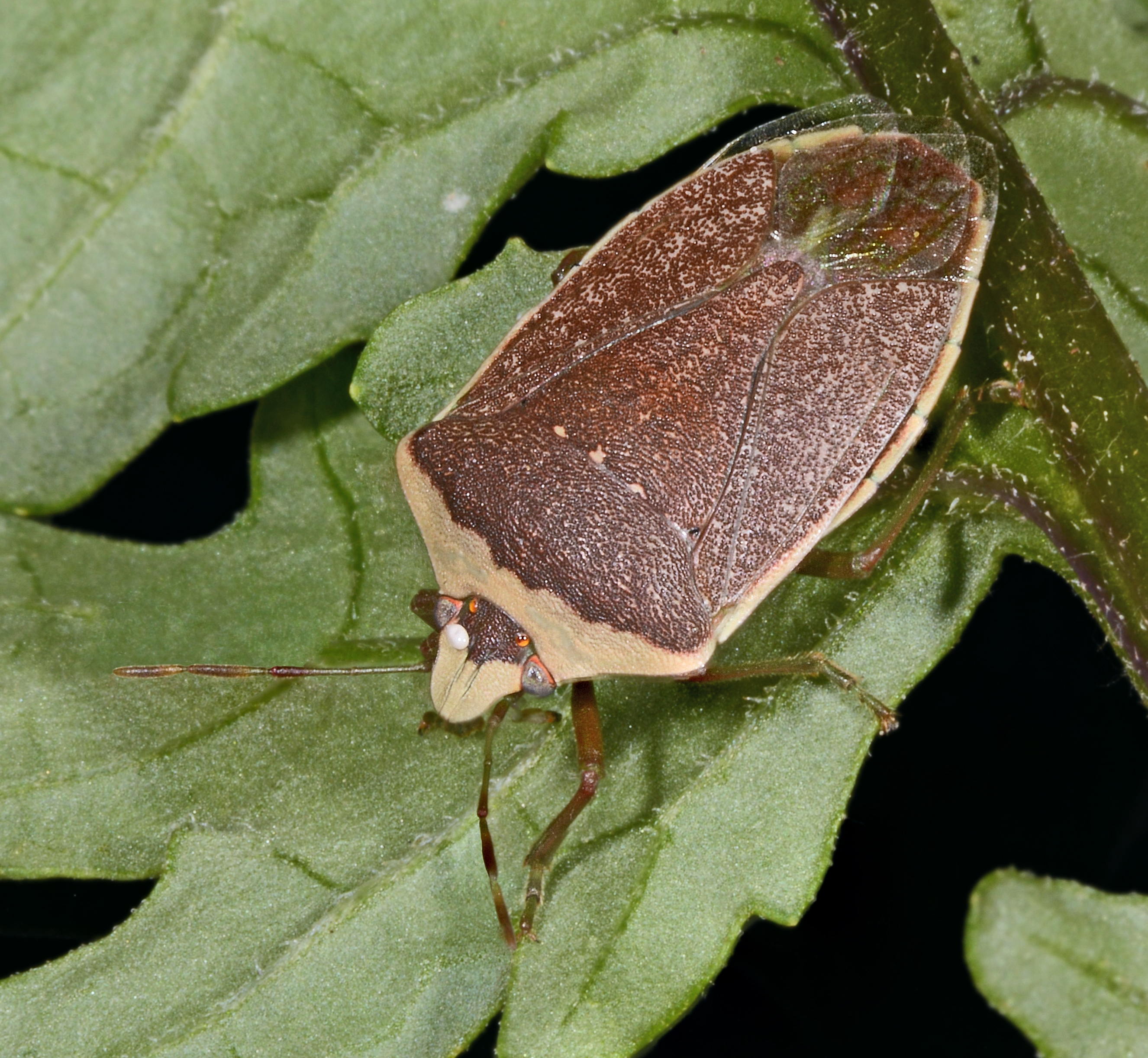
Nezara viridula var. torquata, forme hivernale brune, parasité par un oeuf de Trichopoda pennipes sur la tête
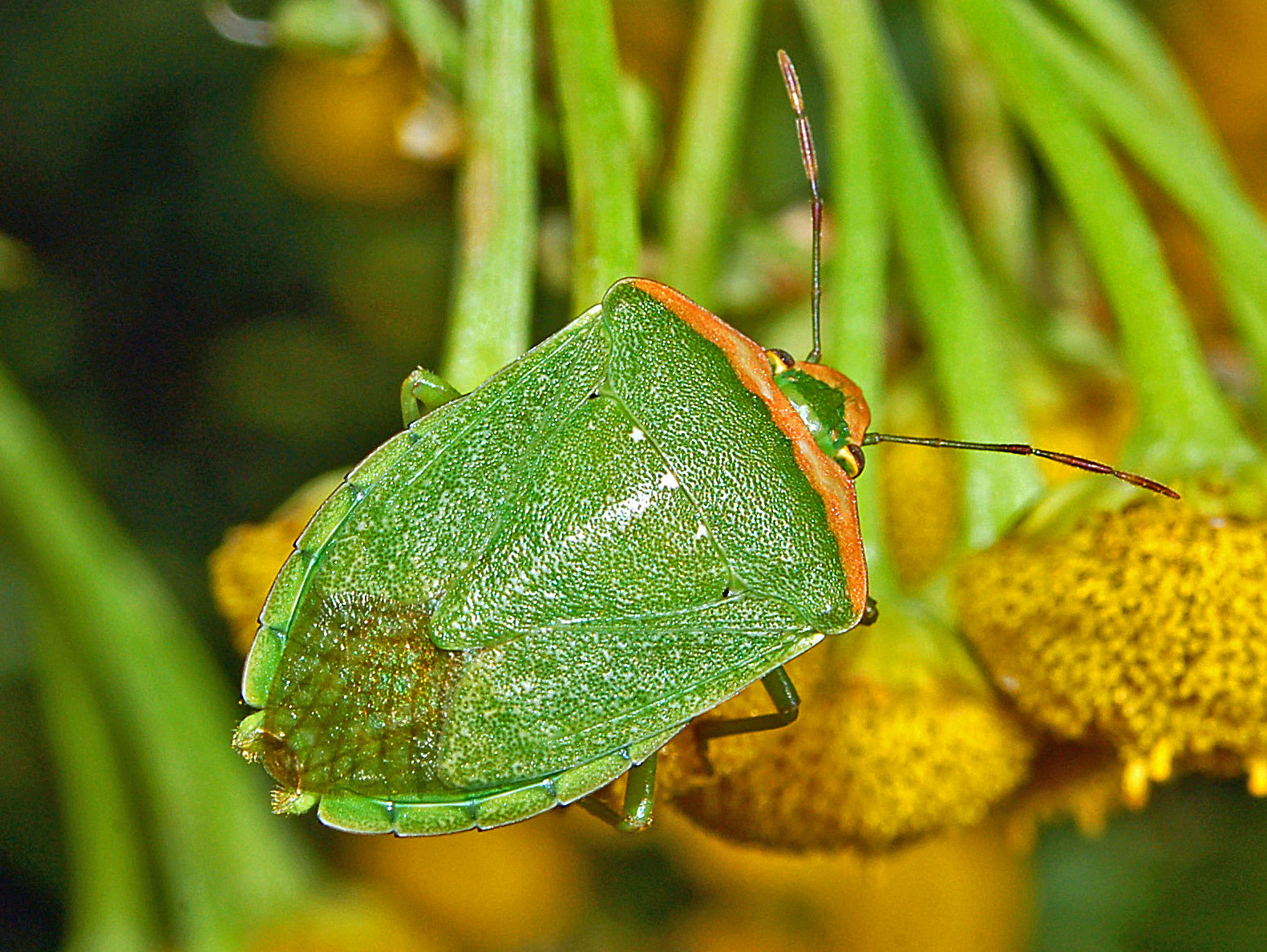
Nezara viridula var. torquata
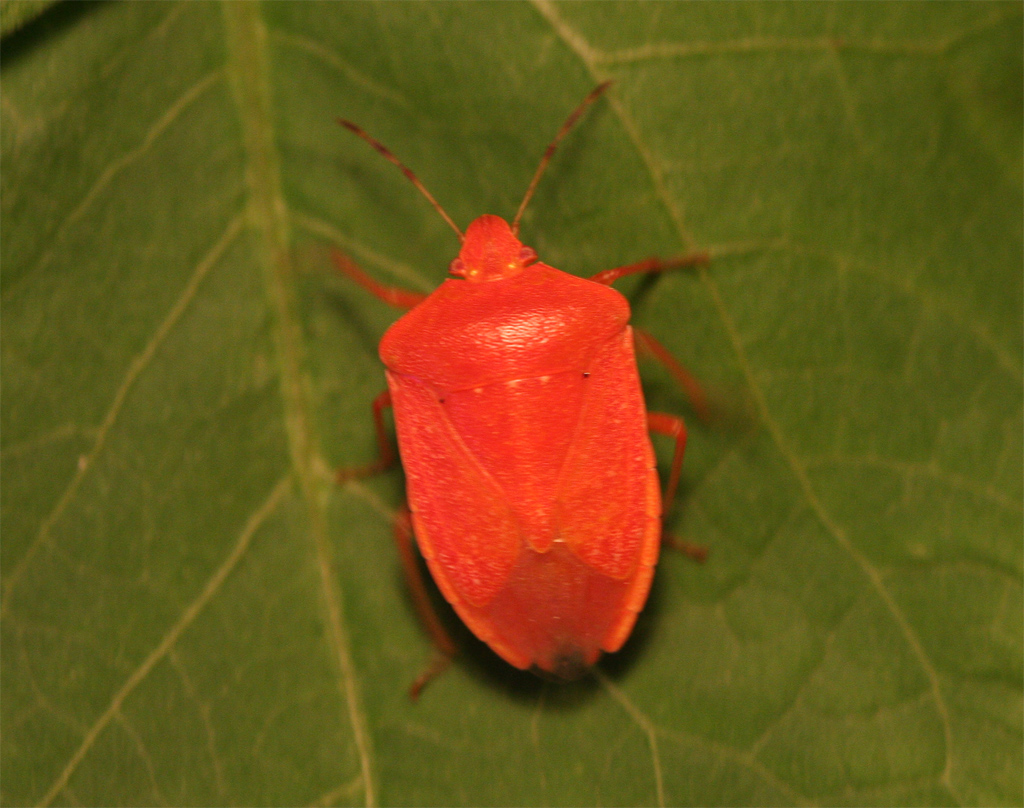
Nezara viridula var. aurantiaca.
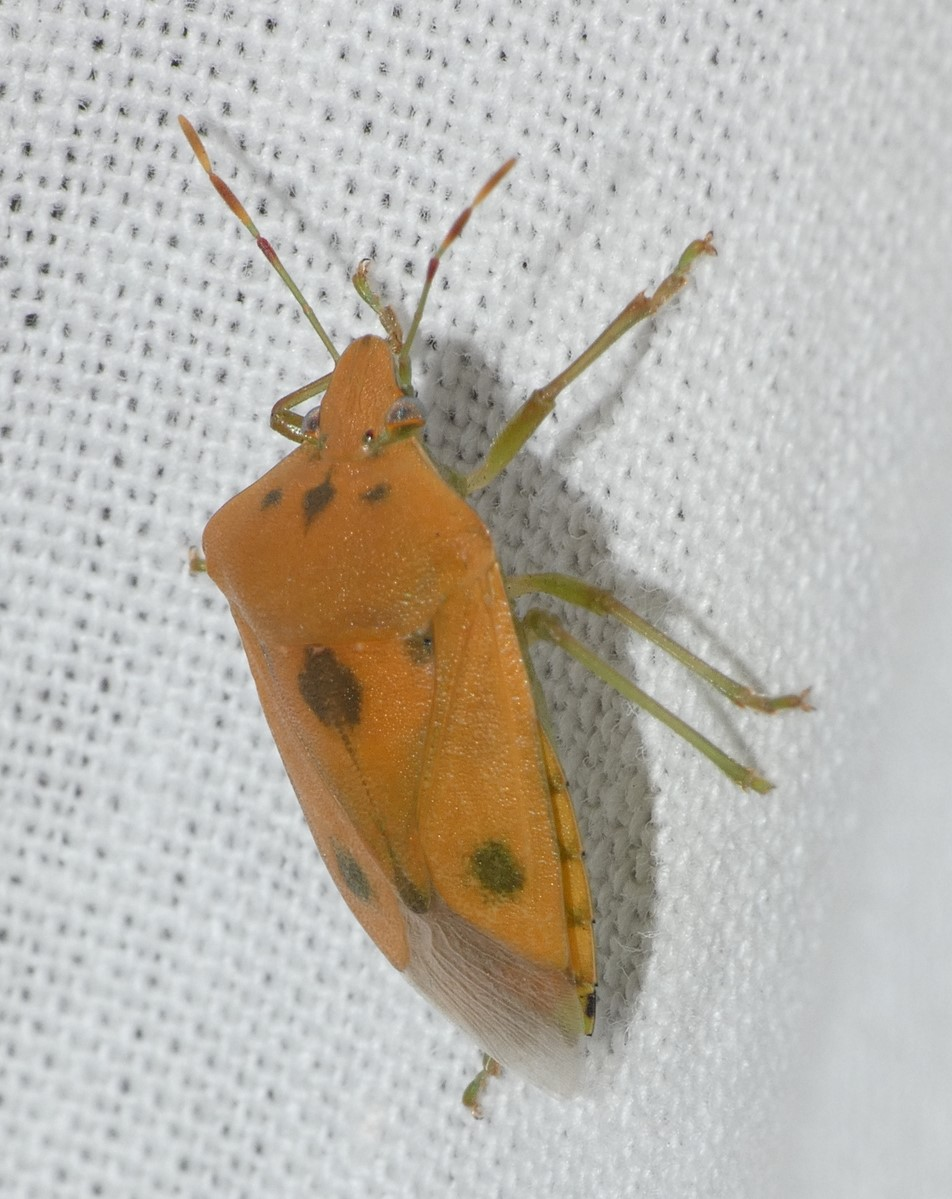
Nezara viridula R-type (Zimbabwe).
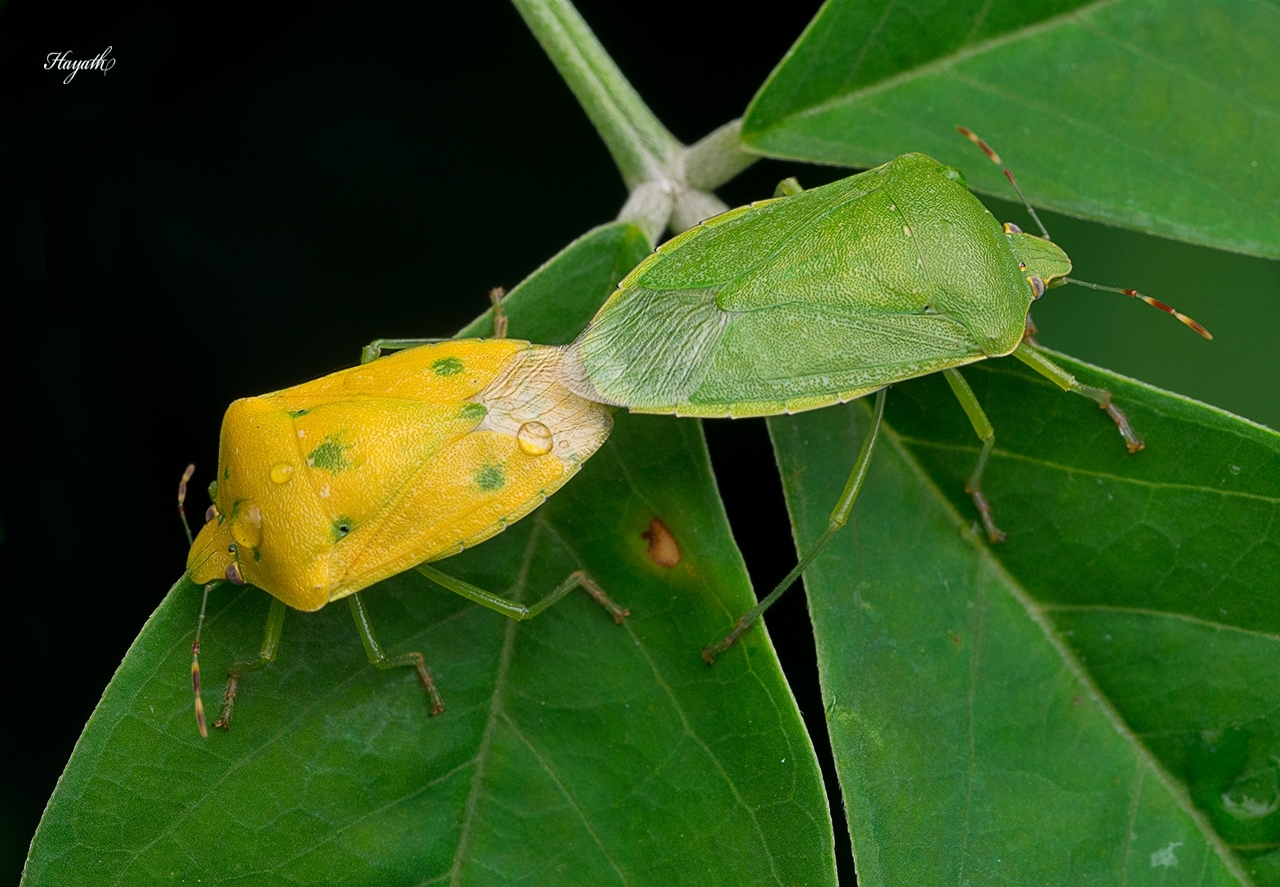
Deux différentes formes en copulation: forme smaragdula à droite et R-type à gauche.